# بخش ماریانوفسکی
بخش ماریانوفسکی (به لاتین: Maryanovsky District) یک منطقهٔ مسکونی در روسیه است که در استان اومسک واقع شده‌است.